# John Guest (azienda)
La John Guest è un'azienda britannica di raccorderie idropneumatiche. Si occupa della produzione e commercializzazione di raccordi per idraulica e pneumatica principalmente nei settori industriale e automotive. 

## Storia
L'azienda venne fondata da John Guest nel 1961. Guest lavorò originariamente come attrezzista alla Royal Ordnance Factory di Hayes. 
Nel 1950, Guest sviluppò un prototipo di macchina di pressofusione a vuoto. Fondò così la John Guest Engineering. La John Guest Engineering si fuse con la Guest Castings Ltd, specializzata nella pressofusione di zinco. Lavorarono entrambe per il settore automotive fino agli anni '70.
La società cambiò denominazione in John Guest Ltd nei primi anni '70, e iniziò a occuparsi di valvole per pneumatici, tipo la valvola Schrader. Gli affari si svilupparono costantemente con espansioni della fabbrica e della rete di vendita. Nel 1974, Guest inventò il connettore rapido "speed fit".
John Guest Ltd. venne premiata con il Queen's Awards for Export Achievement nel 1990 e nel 1995. Nel 2010, quando John Guest morì all'età di 83 anni, i tre figli Robert, Barry e Tim rilevarono l'azienda.
La sede è a Yiewsley, Regno Unito. Venne fondata nel 1961 da John Guest.
Nel giugno 2018 è stata acquisita dalla Reliance Worldwide Corporation.
L'azienda fa parte della Underfloor Heating Manufacturers Association UK, come costruttore di sistemi per riscaldamento a pavimento.